# 我々はなぜ戦うのか

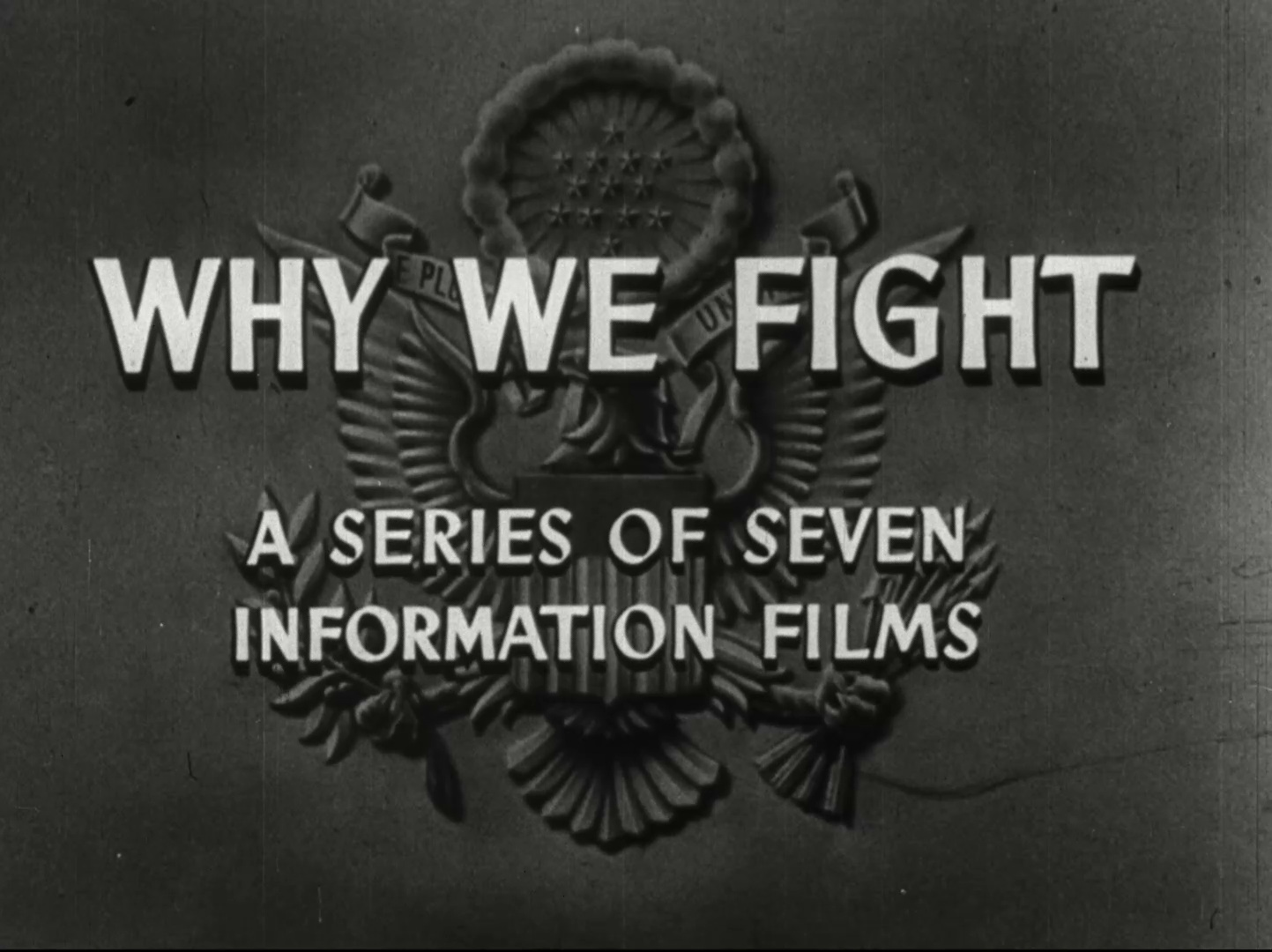
タイトル Why we fight

我々はなぜ戦うのか（われわれはなぜたたかうのか、英語：Why We Fight）は、フランク・キャプラが監督したプロパガンダ映画シリーズである。

## 概要
アメリカ合衆国の第二次世界大戦参戦直後、アメリカ陸軍参謀総長のジョージ・マーシャルはフランク・キャプラに対し、軍用教育映画シリーズの製作を要請した。キャプラは最初、畑違いの分野であることを理由に難色を示したが、マーシャルの説得に応じ、製作を引き受けた。
脚本は、当初ハリウッドの7人の作家チームが担当する予定だったが、キャプラは草稿の内容が共産主義的であるとして7人全員を解雇し、エプスタイン兄弟に一任することになった。
映像については“敵の残虐性とアメリカの正当性を敵自身に証明させる”というキャプラの方針に基づき、枢軸国陣営（大日本帝国やナチス・ドイツ、イタリア王国）で撮影された映像が集められ、見た者が枢軸国陣営に対する反感・憎悪を感じる形になるまで繰り返し編集がおこなわれた。
映画製作の主な目的は、第二次世界大戦参戦後もアメリカ国民の間で依然として根強かった孤立主義に対処することであった。この点を考慮し、1942年から1945年にかけて製作された7本のシリーズ映画には『Why We Fight（なぜ我々は戦うのか）』という共通のタイトルが付けられた。
『Why We Fight』シリーズはアメリカでは教育のため軍人に対し広く上映され、非常に多くの人間が視聴した最高傑作だとされている。また、フランス語・スペイン語・ロシア語・中国語の吹替版も作成され、現地で上映された。
内訳は、クレジットに通し番号の入っているのが次の7作である。（監督、制作年）
- 1 Prelude to War（Capra, 1942）
- 2 The Nazis Strike（Capra, Litvak, 1942）
- 3 Divide and Conquer（Capra, Litvak, 1943）
- 4 The Battle of Britain（Anthony Veiller, 1943）
- 5 The Battle of Russia（Capra, Litvak, 1943）
- 6 The Battle of China（Capra, Litvak, 1944）
- 7 War Comes to America（Litvak, 1945）

それに加えて同じくキャプラが監修した『チュニジアの勝利』（イギリスと共同制作）、『君の敵（味方）を知れ』シリーズも『Why We Fight』シリーズに加えられることがある。
- Tunisian Victory（Capra, 1943）
- Know Your Ally : Britain（Anthony Veiller, 1943）
- Know Your Enemy : Japan（Capra, Ivens, 1945）
- Know Your Enemy : Germany（Gottfried Reinhardt, 1945）